# Kreis Warendorf
Der Kreis Warendorf liegt im Münsterland im Regierungsbezirk Münster im Norden des Landes Nordrhein-Westfalen. Er entstand am 1. Januar 1975 im Zuge der Kreisgebietsreform durch das Münster/Hamm-Gesetz.

## Geographie

### Lage
Das Gebiet des Kreises ist weitgehend flache münsterländische Parklandschaft, die höchste Erhebung sind die Beckumer Berge mit dem 173 Meter hohen Mackenberg in Oelde und die ebenfalls 173 m hohe Abraumhalde in Ahlen.
Größte Flüsse im Kreisgebiet sind Ems, die den Kreis in Ost-West-Richtung durchfließt, und Lippe, die in Ahlen und Wadersloh die südliche Kreisgrenze bildet.

### Kreisgliederung
Der Kreis Warendorf gliedert sich in 13 kreisangehörige Gemeinden, von denen vier Mittlere kreisangehörige Städte sind.
| Name          | Einwohner | Fläche      | Einw./km² | Status                         | AGS        |
| ------------- | --------- | ----------- | --------- | ------------------------------ | ---------- |
| Ahlen         | 053.003   | 0123.13 km² | 430       | mittlere kreisangehörige Stadt | 05 570 004 |
| Beckum        | 037.068   | 0111.46 km² | 333       | mittlere kreisangehörige Stadt | 05 570 008 |
| Beelen        | 00.6018   | 0031.35 km² | 192       | kreisangehörige Gemeinde       | 05 570 012 |
| Drensteinfurt | 016.082   | 0106.60 km² | 151       | kreisangehörige Stadt          | 05 570 016 |
| Ennigerloh    | 019.701   | 0125.56 km² | 157       | kreisangehörige Stadt          | 05 570 020 |
| Everswinkel   | 00.9793   | 0069.06 km² | 142       | kreisangehörige Gemeinde       | 05 570 024 |
| Oelde         | 030.075   | 0102.77 km² | 293       | mittlere kreisangehörige Stadt | 05 570 028 |
| Ostbevern     | 011.345   | 0089.65 km² | 127       | kreisangehörige Gemeinde       | 05 570 032 |
| Sassenberg    | 014.619   | 0078.08 km² | 187       | kreisangehörige Stadt          | 05 570 036 |
| Sendenhorst   | 014.049   | 0096.95 km² | 145       | kreisangehörige Stadt          | 05 570 040 |
| Telgte        | 020.016   | 0090.90 km² | 220       | kreisangehörige Stadt          | 05 570 044 |
| Wadersloh     | 012.793   | 0117.03 km² | 109       | kreisangehörige Gemeinde       | 05 570 048 |
| Warendorf     | 037.654   | 0176.88 km² | 213       | mittlere kreisangehörige Stadt | 05 570 052 |
|               | 282.216   | 1319.42 km² | 214       | Kreis Warendorf                | 05 570     |

(Einwohnerzahlen vom 31. Dezember 2023)

### Nachbarkreise und -städte
Der Kreis Warendorf grenzt im Uhrzeigersinn im Norden an den Kreis Steinfurt (in Nordrhein-Westfalen), an den Landkreis Osnabrück (in Niedersachsen), an die Kreise Gütersloh und Soest, an die kreisfreie Stadt Hamm, an den Kreis Coesfeld sowie an die kreisfreie Stadt Münster.

## Geschichte
Der heutige Kreis Warendorf entstand am 1. Januar 1975 im Rahmen des Münster/Hamm-Gesetzes durch den Zusammenschluss der damaligen Kreise Beckum und Warendorf. Hinzu kamen noch die Stadt Drensteinfurt, die bis dahin dem Kreis Lüdinghausen angehörte, sowie Albersloh, Rinkerode und Telgte aus dem aufgelösten Kreis Münster. Von den Gemeinden des Altkreises Warendorf wurden Westbevern nach Telgte sowie Ostenfelde und Westkirchen nach Ennigerloh eingemeindet. Einen, Freckenhorst und Milte wurden in die Stadt Warendorf eingemeindet. Die Ämter Beelen und Ostbevern wurden aufgehoben.
Die Archive der Kreise Beckum und Warendorf wurden zusammengelegt zum heutigen Kreisarchiv Warendorf.

### Einwohnerentwicklung

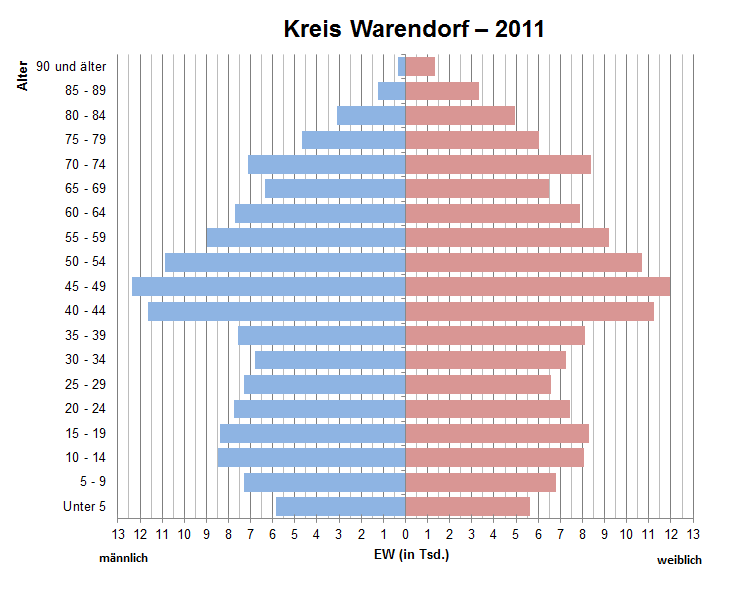
Bevölkerungspyramide für den Kreis Warendorf (Datenquelle: Zensus 2011)

| Jahr | Einwohner |
| ---- | --------- |
| 1975 | 242.195   |
| 1980 | 247.941   |
| 1985 | 247.357   |
| 1990 | 257.028   |
| 1995 | 272.534   |
| 2000 | 280.443   |
| 2005 | 283.395   |
| 2010 | 278.145   |
| 2015 | 277.431   |
| 2020 | 277.417   |
| 2022 | 282.263   |

## Politik
- Linke: 2
- PARTEI: 1
- Grüne: 12
- SPD: 13
- FWG: 4
- FDP: 4
- CDU: 26
- AfD: 2

### Landrat
- 1975–1993: Josef Predeick, CDU
- 1993–1999: Franz-Josef Harbaum, CDU
- 1999–2006: Wolfgang Kirsch, CDU
- seit 2006: Olaf Gericke, CDU

### Oberkreisdirektoren
- 1975–1986: Winfried Schulte
- 1987–1999: Wolfgang Kirsch, CDU

### Kreistag 2020
Aktuell gibt es im Kreistag folgende Sitzverteilung nach Fraktionen (Stand August 2021):
| CDU | SPD | GRÜNE | FDP | FWG | Die FRAKTION DIE LINKE. / Die PARTEI | AfD | Gesamt |
| --- | --- | ----- | --- | --- | ------------------------------------ | --- | ------ |
| 26  | 13  | 12    | 4   | 4   | 3                                    | 2   | 64     |

## Wappen
In Rot ein schräger goldener Wellenbalken, begleitet von je einer goldenen Rosette.
Das Kreiswappen ist eine Kombination der Wappen der ehemaligen Kreise Beckum und Warendorf. Die Farben Rot und Gold deuten auf die Farben des Hochstifts Münster hin, zu dem das Gebiet beider Kreise bis 1803 gehörte. Der Wellenbalken aus dem Beckumer Kreiswappen weist auf den Wasserreichtum des Beckumer Hügellandes und auf seinen Hauptwasserlauf, die Werse, hin. Die Sonnenräder (Rosetten) des alten Warendorfer Kreiswappens sind dem Familienwappen der Familie Vogt von Warendorpe entnommen.
Verliehen am 20. Mai 1976.

## Partnerschaften
Der Kreis Warendorf unterhält eine Partnerschaft mit dem Landkreis Müritz in Mecklenburg-Vorpommern.

## Infrastruktur/Verkehr

Das Logo für Öffentlichkeitsarbeit des Kreises Warendorf

### Verkehr
Der Kreis wird im südlichen Kreisgebiet von der Bundesautobahn 2 mit den Abfahrten Beckum und Oelde erschlossen. An der Westflanke des Kreises führt die Bundesautobahn 1 vorbei. Hier besteht allerdings keine eigene Abfahrt im Bereich des Kreises Warendorf (Ahlen und Drensteinfurt), sondern erst im Nachbarkreis Coesfeld. Weiterhin wird der Kreis durch zahlreiche Bundes- und Landesstraßen (B 51, B 58, B 61, B 64, B 475, B 476) erschlossen.
Zwei Bahnstrecken mit Fern- bzw. Regional-Verkehr und eine Nebenbahn erschließen das Kreisgebiet im Personenverkehr:
- Bielefeld – Hamm mit den Bahnhöfen Oelde, Neubeckum und Ahlen(Westf),
- Hamm – Münster – Osnabrück mit Stationen in Mersch, Drensteinfurt, Rinkerode, Westbevern und Ostbevern sowie
- Bielefeld – Münster mit Stationen in Beelen, Warendorf, Warendorf-Einen-Müssingen (Bedarfshalt) und Telgte.

Die Strecken Neubeckum–Ennigerloh und Münster–Neubeckum–Beckum–Lippstadt–Warstein werden nur noch im Güterverkehr durch die Westfälische Landes-Eisenbahn bedient.
Busverbindungen werden hauptsächlich durch die Regionalverkehr Münsterland (RVM) angeboten, die auf wichtigen Linien im Stunden-Takt fährt. In den Randgemeinden kann dies teilweise auch durch Busunternehmen der Nachbarkreise geschehen. Einige Linien wurden auf einen Anrufbetrieb mit Kleinbussen umgestellt („Taxibus“).

### Trinkwasser
Nördlich der Ems gelangen durch die vielen sandhaltigen Böden mehr Nitrate ins Grundwasser als südlich der Ems mit mehr tonhaltigen Böden, welche weniger wasserdurchlässig sind. Deshalb werden die Grenzwerte im Trinkwasser vor allem nördlich der Ems überschritten.

### Gesundheitswesen

#### Krankenhäuser
- St.-Franziskus-Hospital, Ahlen – Haus der Grundversorgung
- Kinderklinik St. Franziskus, Ahlen – Haus der Grundversorgung, Perinataler Schwerpunkt
- St.-Elisabeth-Hospital, Beckum – Haus der Grundversorgung
- Marienhospital, Oelde – Haus der Grundversorgung
- St.-Josef-Stift, Sendenhorst – Fachklinik für Orthopädie, Traumatologie und Rheumatologie
- St.-Rochus-Hospital, Telgte – Fachklinik für Psychiatrie, Psychosomatik und Psychotherapie
- Josephs-Hospital, Warendorf – Haus der Grundversorgung
- Klinik Walstedde, Drensteinfurt –  Fachklinik für Kinder- und Jugendpsychiatrie, Psychotherapie und Psychosomatik

### Lokalradio
- Radio WAF

## Kfz-Kennzeichen
Am 1. Juli 1956 wurde dem damaligen Landkreis Warendorf bei der Einführung der bis heute gültigen Kfz-Kennzeichen das Unterscheidungszeichen WAF zugewiesen. Nach dessen Auflösung führte der neugegründete Kreis Warendorf ab dem 1. Januar 1975 das Kennzeichen weiter.
Bis in die 1990er Jahre erhielten Fahrzeuge aus dem Altkreis Beckum Kennzeichen mit den Buchstabenpaaren PA bis ZZ und den Zahlen von 1 bis 999.
Seit dem 22. April 2014 ist auch das Unterscheidungszeichen BE (Beckum) erhältlich.